# N.C. Hansen
Niels Christian Hansen (16. december 1834 i Næstved – 25. oktober 1922 på Frederiksberg) var en dansk maler og portrætfotograf, bror til Georg E. Hansen.

## Livshistorie
N.C. Hansen var søn af konditor, senere fotograf C.C. Hansen og Henriette Christiane Koch. Han lærte malerhåndværket, gik på Kunstakademiet i København fra oktober 1851, vandt den lille sølvmedalje 1856 og den store sølvmedalje 1857. Faderen havde i 1854 åbnet et fotografisk atelier, og selvom N.C. Hansen stræbte efter kunsten, blev det i sidste ende fotografiet, som han kastede sig over. 1865 vandt han den Neuhausenske Præmie.
Den 1. december 1867 blev firmaet Hansen & Schou grundlagt af N.C. Hansen, dennes bror, fotograf Georg E. Hansen, samt løjtnant og kontormand Albert Schou. To år senere, den 30. september 1869, blev Clemens Weller optaget som kompagnon med næringsbrev som fotograf i virksomheden, som blev omdøbt til Hansen, Schou & Weller. Samme år, den 14. april, blev firmaet udpeget til kongelig hofleverandør. De deltog i Den nordiske Industri- og Konstudstilling i Kjøbenhavn 1872 og i 1875 vandt de en bronzemedalje i Wien.
I 1885 fik firmaet en mondæn beliggenhed i Bredgade 28, Schimmelmanns Palæ, der i årene op til blev ombygget til Concertpalaiset og forsynet med pavilloner ud til gaden, hvor atelieret kom til at ligge. Schou var død umiddelbart inden, og N.C. Hansen trak sig tilbage fra virksomheden i 1889. Hans malerier fra før dette år giver indtryk af en tilstræbt fotografisk naturalisme. Senere frigjorde han sig både i genrevalg og maleteknik.
N.C. Hansen var ugift og er begravet på Garnisons Kirkegård.

## Udvalgte malerier
- Agnes Nyrop (1863, Teatermuseet)
- Thyra Schou, f. Knudsen (1865, Statens Museum for Kunst)
- Premierløjtnant J. Anker i Skanse 2 under Dybbøls Belejring 1864 (1865, Neuhausens Præmie, Frederiksborgmuseet)
- Neapolitanerhoved (udstillet 1865, tidl. Johan Hansens samling)
- Cosmus Bræstrup (1869, Frimurerlogen i Helsingør)
- Amelie Sønderskov (1895, tidl. Johan Hansens samling)
- Gillelejefiskerne bringer deres Garn i Land (1896)
- Drenge legende i Brændingen (1899)
- Møde ved Bænken (1905)
- Nøgenmodel (1906, solgt på Sotheby's 18. juni 1980 under titlen "Morning Glory")
- Skomageren arbejder (Taormina 1907)
- En Smedie i Syrakus (udstillet 1909)
- Kone der bøder Garn (1915)

Miniaturer:
- Kong Christian IX (1867, Rosenborgsamlingen)
- Dronning Caroline Amalie, efter Hans Chr. Jensen (1869, Rosenborgsamlingen)
- 5 miniatureportrætter (udstillet 1868, privateje)

## Udvalgte fotografier
- Christian IX (ca. 1866, benyttet som forlæg for træsnit, Faaborg nr. 2049).